# Queen's Grand Prix 1983
Queen's Grand Prix 1983 — жіночий тенісний турнір, що проходив на закритих кортах з килимовим покриттям у Токіо (Японія). Належав до Світової чемпіонської серії Вірджинії Слімс 1983. Тривав з 12 вересня до 18 вересня 1983 року. Несіяна Ліса Бондер здобула титул в одиночному розряді й отримала за це 40 тис. доларів США, а також 100 рейтингових очок Virginia Slims.

## Фінальна частина

### Одиночний розряд
Ліса Бондер —  Андреа Джегер 6–2, 5–7, 6–1
- Для Бондер це був 1-й титул в одиночному розряді за сезон і 3-й — за кар'єру.